# Ron Homenuke
Ron Homenuke (né le 5 janvier 1952 à Hazelton dans la province de la Colombie-Britannique au Canada) est un joueur de hockey sur glace. Il évolue au poste d'ailier droit. Son oncle, George Homenuke a également été un joueur de hockey sur glace. Il est le premier joueur natif de Colombie-Britannique à jouer pour l’équipe des Canucks de Vancouver en Ligue nationale de hockey (LNH).
Après avoir survécu à un grave accident, il ressent l’appel de la foi et devient un Missionnaire chrétien.

## Carrière dans le hockey
Après avoir appris à patiner et à jouer dans la ville de Smithers, il rejoint les Centennials de Calgary en 1968. Cette équipe évolue dans le championnat de la Ligue de hockey de l'Ouest (LHOu).
Il y dispute 4 saisons, ce qui lui vaut d’être sélectionné en 51e position lors de la 4e ronde du repêchage amateur de 1972 de la Ligue nationale de hockey (LNH) par les Canucks de Vancouver.
En 1972-1973, après avoir réalisé un bon camp d’entrainement, l’entraineur des Canucks de Vancouver décide de lui accordé sa chance en LNH, au sein d’une ligne ultra physique, en compagnie d’Orland Kurtenbach et de Wayne Maki. Il dispute son premier et unique match de LNH à Philadelphie contre les Flyers le 12 octobre 1972.
Le lendemain, il se blesse au dos lors d’un entraînement. Cette blessure le tiens à l’écart des patinoires pendant des semaines et lorsqu’il peut enfin revenir au jeu, les Canucks l’envoie dans leur club-école, les Totems de Seattle, en Western Hockey League (WHL). Il y joue le reste de la saison, n’étant jamais rappelé en LNH.
Lors de la saison 1973-1974, il s’aligne avec l’équipe des Six-Guns d'Albuquerque en Ligue centrale de hockey (LCH). Une entorse à la cheville lui fait manquer énormément de rencontres.
La dernière saison de son contrat de 3 ans signé avec les Canucks, il la passe en LCH au sein des Totems de Seattle. LA WHL ayant cessé ses activités, l’équipe des Totems a rejoint la LCH.
En 1975-1976, il abandonne le hockey professionnel, se consacrant plus sur son travail au Service des forêts de la Colombie-Britannique à Nelson. Mais il continue de jouer au niveau amateur dans l’équipe des Maple Leafs de Nelson, qui évolue dans la ligue internationale de hockey de l’ouest.
En 1976, il se blesse grièvement en chutant dans le glacier de Kokanee, il met plusieurs mois à se rétablir et abandonne définitivement le hockey.

## Statistiques
| Saison     | Équipe                 | Ligue      |    | Saison régulière | Saison régulière | Saison régulière | Saison régulière | Saison régulière |   | Séries éliminatoires | Séries éliminatoires | Séries éliminatoires | Séries éliminatoires | Séries éliminatoires |
| Saison     | Équipe                 | Ligue      | PJ | B                | A                | Pts              | Pun              | PJ               | B | A                    | Pts                  | Pun                  |                      |                      |
| 1968-1969  | Centennials de Calgary | LHOu       | 37 | 1                | 6                | 7                | 19               |                  |   |                      |                      |                      |                      |                      |
| 1969-1970  | Centennials de Calgary | LHOu       | 56 | 17               | 14               | 31               | 54               | 16               | 5 | 2                    | 7                    | 35                   |                      |                      |
| 1970-1971  | Centennials de Calgary | LHOu       | 63 | 27               | 33               | 60               | 114              | 11               | 2 | 3                    | 5                    | 18                   |                      |                      |
| 1971-1972  | Centennials de Calgary | LHOu       | 68 | 33               | 62               | 95               | 57               | 13               | 6 | 5                    | 11                   | 14                   |                      |                      |
| 1972-1973  | Canucks de Vancouver   | LNH        | 1  | 0                | 0                | 0                | 0                |                  |   |                      |                      |                      |                      |                      |
| 1972-1973  | Totems de Seattle      | WHL        | 67 | 13               | 24               | 37               | 46               |                  |   |                      |                      |                      |                      |                      |
| 1973-1974  | Six-Guns d'Albuquerque | LCH        | 47 | 12               | 15               | 27               | 39               |                  |   |                      |                      |                      |                      |                      |
| 1974-1975  | Totems de Seattle      | LCH        | 69 | 8                | 27               | 35               | 60               |                  |   |                      |                      |                      |                      |                      |
| 1975-1976  | Maple Leafs de Nelson  | LIHOu      | 27 | 8                | 16               | 24               | 30               |                  |   |                      |                      |                      |                      |                      |
| Totaux LNH | Totaux LNH             | Totaux LNH | 1  | 0                | 0                | 0                | 0                |                  |   |                      |                      |                      |                      |                      |

## Missionnaire Chrétien
Après quatre années passées au sein de l’institut biblique des prairies en Alberta, Ron s’établit en 1981 aux Philippines et œuvre pour aider les enfants à Manille et à Olongapo.
En 1985, il intègre une organisation internationale nommée ACTION. Il reste aux Philippines pour eux et développe un village d’accueil pour les enfants entre 10 et 16 ans.